# Национални парк Ершег
Национални парк Ершег (мађ. Őrségi Nemzeti Park) је десети национални парк у Мађарској, Национални парк Ершег, основан је 1. марта 2002. године из области заштите предела Ершег (која је поново отворена 2008. године), која укључује Ершег, Вендвидек, долину реке Рабе и област око долине Сентђерђа. Парк се простире се на укупној површини од 43.933,5 хектара и обухвата границе 44 насеља. Његово седиште се налази у Ерисентпетеру. Читаво њено подручје је заштићено у Европској заједници и класификовано је као Натура 2000, од чега је 3.104 хектара под строгом заштитом.

## Историја
Национални парк Ерсшег, основан 2002. године, укинут је и спојен са Националним парком Ферте–Ханшаг 1. фебруара 2007. године, упркос протестима професионалних и цивилних зелених организација, наводећи разлоге за исплативост. Од 1. априла 2008. Национални парк Ершег поново је независан.

## Карактеристике националног парка
Бивше управништво се састојао од 18 села. Географски регион обухвата 33 насеља, од којих је 7 део Вендвидека. Пејзаж и природно јединство протеже се преко границе и наставља се са Бургенландом у Аустрији. Парк обухвата не само историјски Ершег, већ и читав мађарски регион.